# 纪伯伦·哈利勒·纪伯伦
纪伯伦·哈利勒·紀伯倫（阿拉伯语：جبران خليل جبران，1883年1月6日—1931年4月10日），黎巴嫩的诗人、作家與畫家，被稱為「藝術天才」、「黎巴嫩文壇驕子」，代表作：《泪与笑》、《沙与沫》、《先知》，是阿拉伯現代小說、藝術、散文的奠基人。
纪伯伦出生于黎巴嫩（当时属奥斯曼帝国统治）的一个马龙派天主教家庭。幼年未受正规学校教育。后随家庭移居美国。在美国上学时显露出艺术天赋。"Kahlil"的产生就是因为在美国学校的记录错误。1908年赴巴黎师从罗丹学习艺术。后兴趣转向文学，初期用阿拉伯语，后用英语进行写作。纪伯伦的许多作品都带有基督教色彩。1931年逝世于美国纽约，遗体葬于黎巴嫩。

## 生平
紀伯倫在1883年1月出生於黎巴嫩北部的小山村卜舍里，當時的黎巴嫩屬於奧斯曼土耳其帝國的敘利亞行省，是基督徒馬龍派的聚集地區。

## 评价
作家冰心将纪伯伦和泰戈尔放在一起评价说：“泰戈尔是贵族出身，家境优越，自幼受过良好教育。他的作品感情充沛，语调明快，用辞华美。格调也更天真，更欢畅，更富神秘色彩。而纪伯伦是贫苦出身，他的作品更像一个饱经沧桑的老人在讲为人处世的哲理，于平静中流露出淡淡的悲凉。”